# El amor también es una ciencia
El Amor también es una Ciencia, es una colección de cuentos del escritor colombiano John Jairo Junieles publicada en 2009. Contiene diez cuentos.

## Cuentos[2]
- Santa Nicole Kidman, llena eres de Gracia
- Guitarras en la Noche
- El Amor también es una Ciencia
- Sangre de Amor perdido
- Una Vida para mi Madre
- Mucho gusto, Pablo Escobar Gaviria
- Adiós luz, que te guarde el Cielo
- Libro del innombrable
- Y de pronto, las estrellas
- Epístola final de Los Mártires